# Gnaphosa parvula
Gnaphosa parvula är en spindelart som beskrevs av Banks 1896. Gnaphosa parvula ingår i släktet Gnaphosa och familjen plattbuksspindlar. Inga underarter finns listade i Catalogue of Life.